# 이치바타 백화점

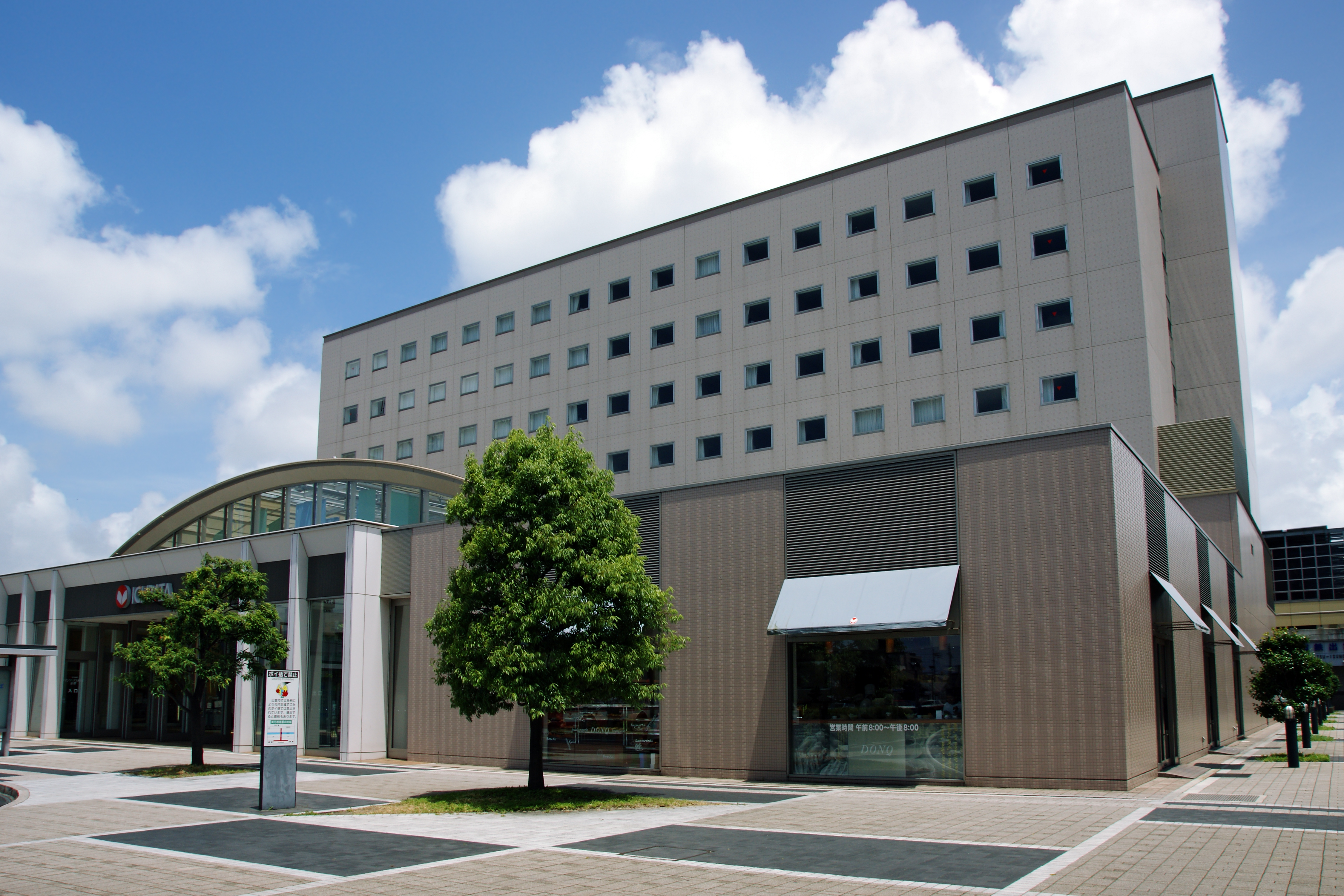
상층부에는 트윈 리브스 호텔 운난이 자리잡은 옛 이치바타 백화점 운난점 전경.

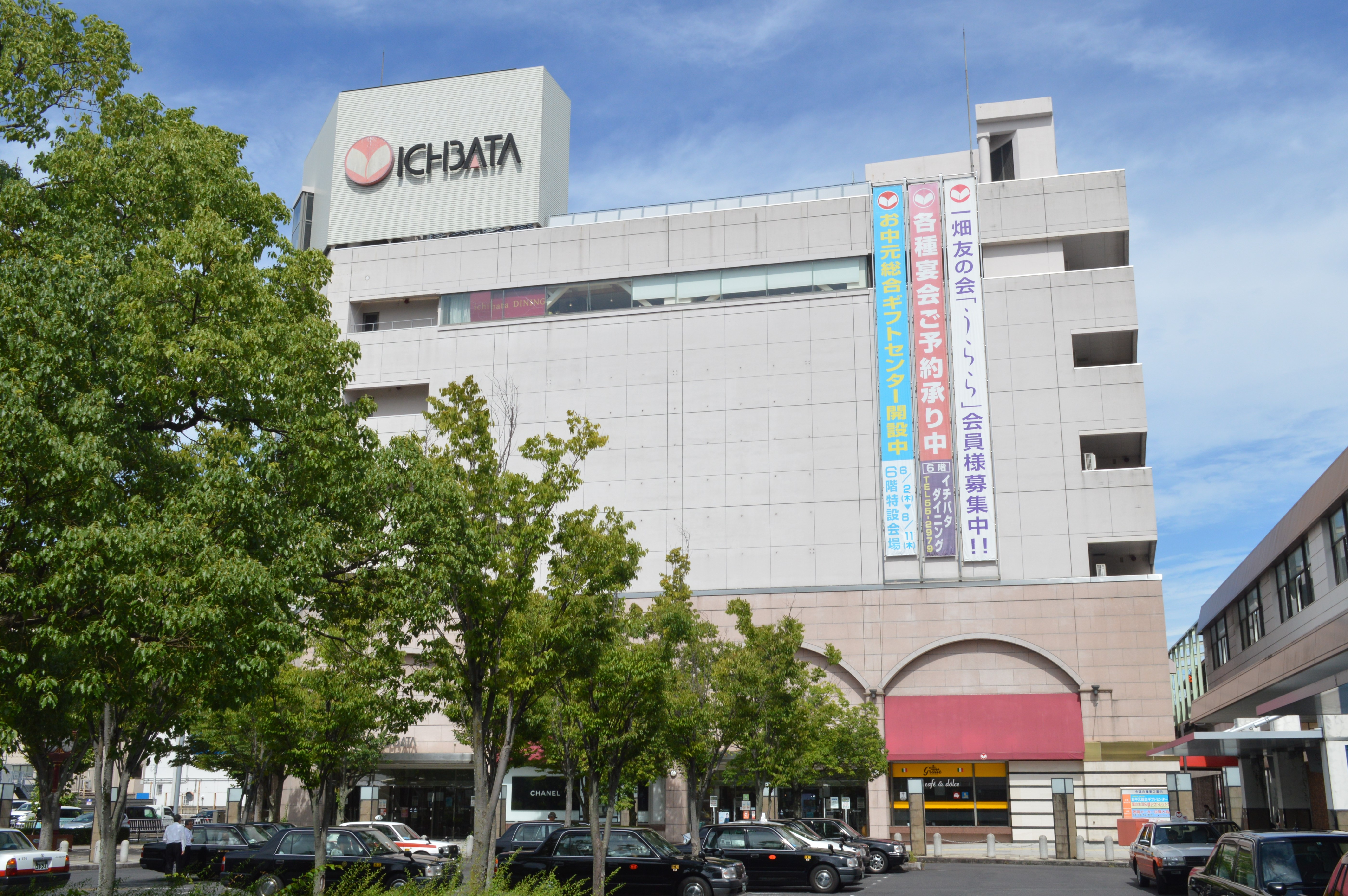
이치바타 백화점 마쓰에점 전경. 이 건물은 1998년에 이전된 상태이다.

이치바타 백화점(一畑百貨店 이치바타 햣카텐[*])은 일본 시마네현을 기반으로 둔 백화점이다. 그러나 이 백화점은 이치바타 전차의 완전 자회사에 속하고 있다. 1958년(쇼와 33년) 10월, 미쓰코시와의 합작 투자에 의해 공식적으로 설립하였으며, 이치바타 전차와 공동으로 출자하게 된 것으로 드러나고 있으며, 현재는 마쓰에점과 이즈모 공항 매장만 운영중에 있으며, 2019년에는 경영 악화에 따라 채산성이 맞지 않는 점포로 분류된 운난점을 폐점시킨 적이 있었다. 그리고 2016년에는 하마다점도 역시 없앤 바 있다.

## 같이 보기
- 이치바타 전차